# Pjotr Grigorjewitsch Tschernyschow

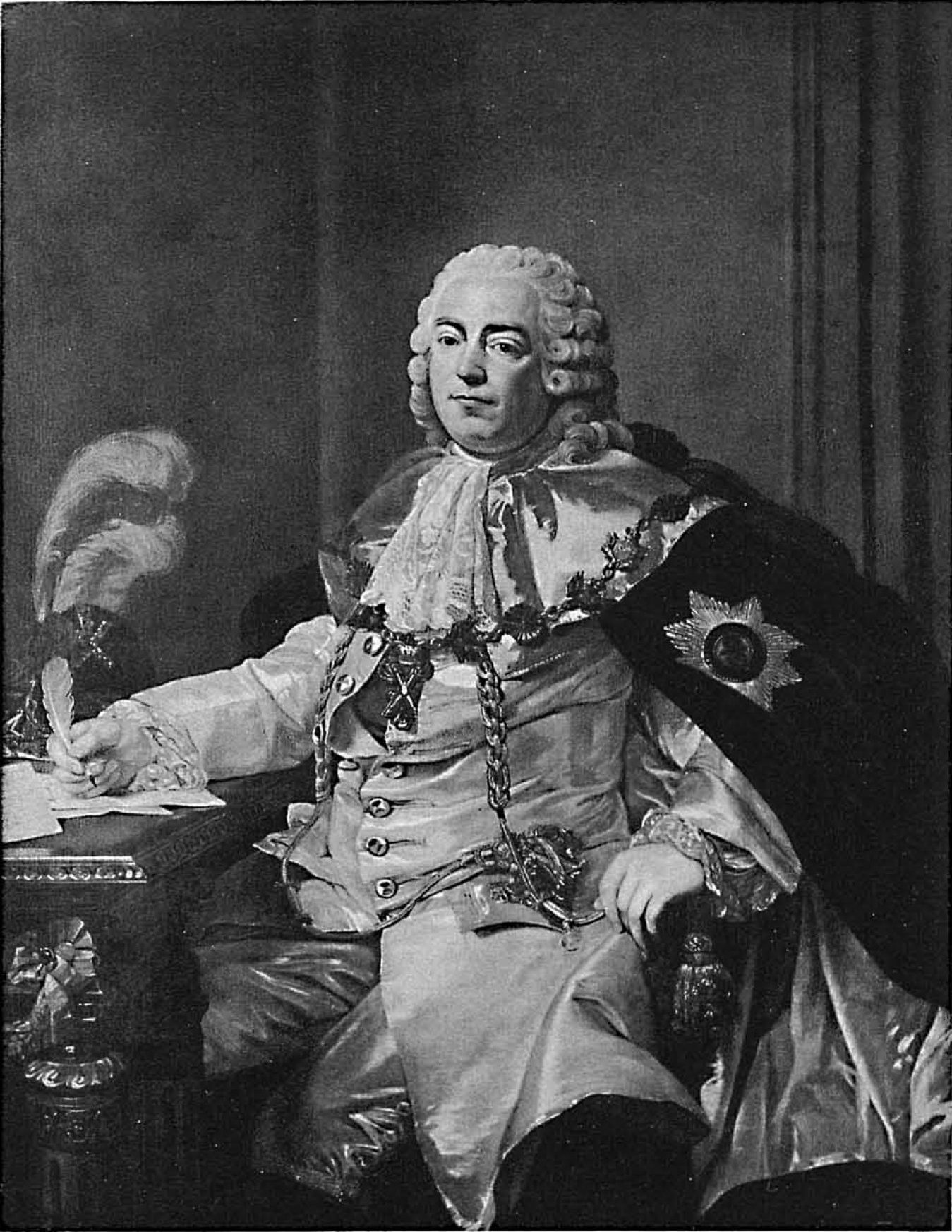
Pjotr Grigorjewitsch Tschernyschow (Alexander Roslin)

Graf Pjotr Grigorjewitsch Tschernyschow (russisch Пётр Григорьевич Чернышёв; * 24. Märzjul. / 4. April 1712greg.; † 20. Augustjul. / 31. August 1773greg. in St. Petersburg) war ein russischer Diplomat.

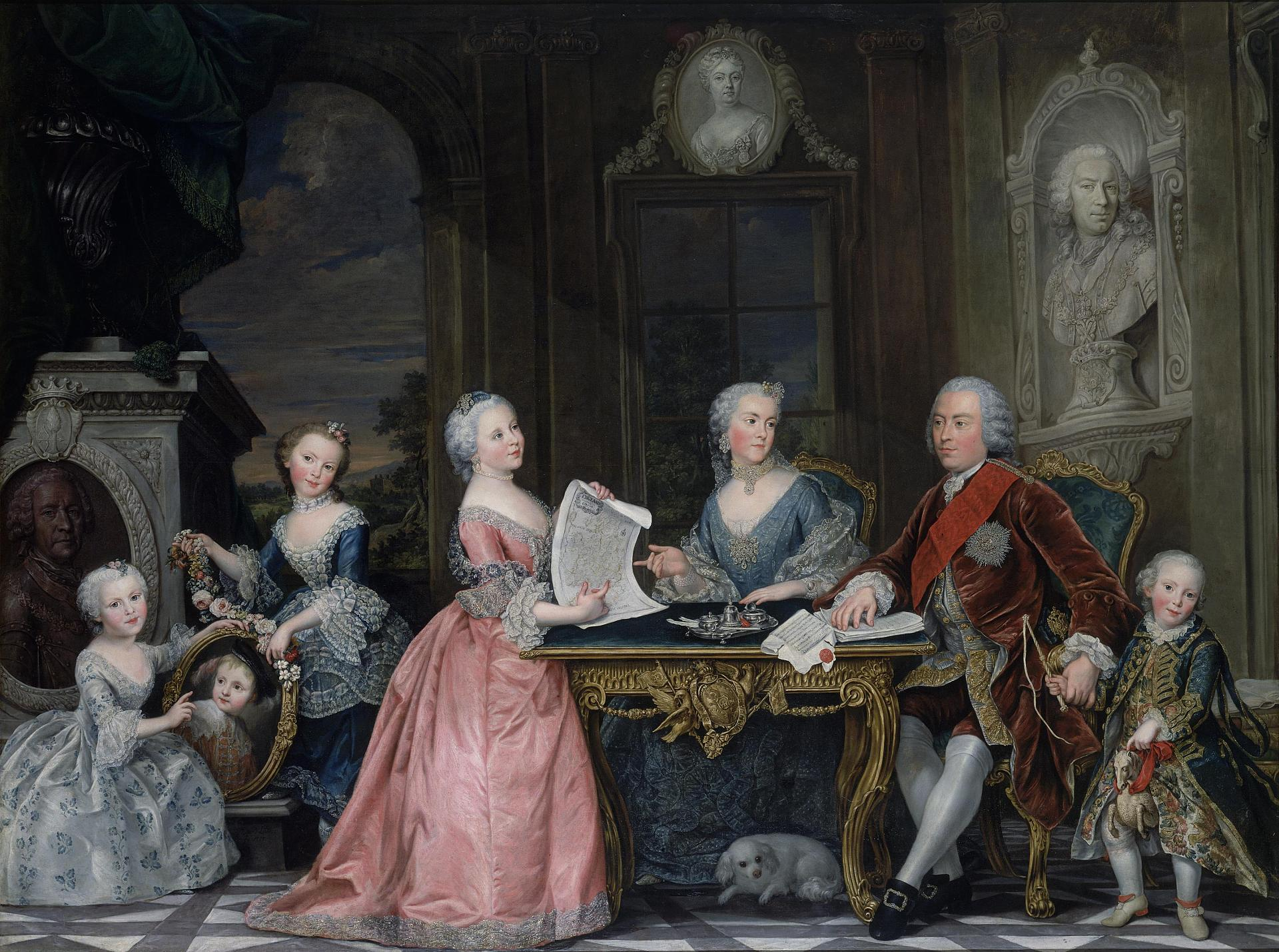
Tschernyschow mit seiner Familie

## Leben

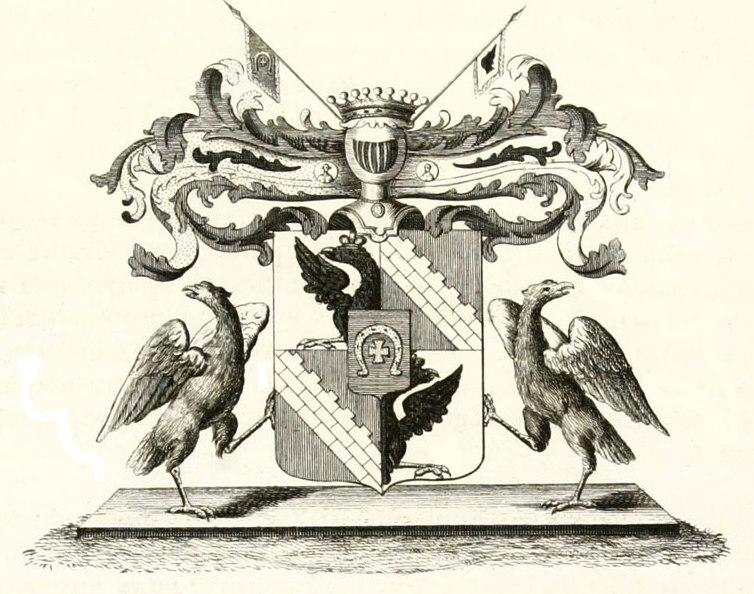
Wappen der Tschernyschow

Tschernyschow war der älteste Sohn des Livland-Gouverneurs Graf Grigori Petrowitsch Tschernyschow und seiner Frau Awdotja Iwanowna Tschernyschowa geborene Rschewskaja, eine der Mätressen Peters I., sowie Patensohn Peters I. Schon als Kind wurde Tschernyschow in das Preobraschensker Leib-Garderegiment eingeschrieben. 1722–1727 diente er am Hofe des Herzogs Karl-Friedrich von Schleswig-Holstein-Gottorf, wo er vom Pagen zum Kammerjunker und schließlich Kapitänleutnant aufstieg. Er kehrte nach St. Petersburg zurück und war Adjutant bei seinem Vater. 1728 trat er in das Departement für auswärtige Angelegenheiten ein. 1738 heiratete er Jekaterina Andrejewna Uschakowa (1715–1779), Tochter des  Grafen Andrei Uschakow.
Unter der Regierung Anna Leopoldownas wurde Tschernyschow 1741 als außerordentlicher Gesandter an den dänisch-norwegischen Hof in Kopenhagen geschickt. Ihn begleitete sein auszubildender vierzehnjähriger Bruder Iwan, während sein neunzehnjähriger Bruder Sachar in der russischen Armee Karriere machte. Im Winter 1741 wurde Tschernyschow nach Berlin versetzt. 1743 berichtete er seiner Regierung die Ratschläge Friedrichs II. an die Kaiserin Elisabeth. In Berlin war er 1744–1745 Mitglied der  Freimaurerloge „Zu den drei Weltkugeln“. 1746 wurde er russischer Gesandter in London als Nachfolger Iwan Andrejewitsch Schtscherbatows. 1748 nahm Tschernyschow am Kongress von Aachen zur Beendigung des Österreichischen Erbfolgekrieges teil.
1754 wurde Tschernyschow zum Generalleutnant ernannt. 1755 wurde er aus London abberufen. Sein Nachfolger dort war Alexander Michailowitsch Golizyn. 1760–1762 war Tschernyschow Gesandter in Paris. Er wurde Wirklicher Geheimer Rat (2. Rangklasse) und erhielt von Peter III. den Orden des Heiligen Andreas des Erstberufenen. 1763 wurde er von Katharina II. abberufen und ließ sich mit seiner Familie in St. Petersburg im Hause seines Schwiegervaters nieder. Tschernyschow nahm an den Sitzungen des Regierenden Senats teil. Mit seiner extremen Sparsamkeit sammelte er ein großes Vermögen an. Tschernyschow starb an der Wassersucht und wurde auf dem Lazarus-Friedhof am Alexander-Newski-Kloster in St. Petersburg begraben.

## Familie
Tschernyschow hatte drei Söhne und acht Töchter, von denen nur wenige die Kindheit überlebten. Darja (1739–1802) heiratete Graf Iwan Petrowitsch Saltykow, Sohn des Generalfeldmarschalls Graf Pjotr Semjonowitsch Saltykow. Natalja (1744–1837) heiratete Fürst W. B. Golizyn und war die Pique Dame in Alexander Puschkins Erzählung.

## Ehrungen
- Alexander-Newski-Orden
- Orden des Heiligen Andreas des Erstberufenen